# مجلة الجمعية الشرقية الأمريكية
مجلة الجمعية الشرقية الأمريكية (بالإنجليزية: Journal of American Oriental Society) هي مجلة تصدر عن الجمعية الشرقية الأمريكية منذ عام 1843 م.